# RTS/CTS
In telecomunicazioni la tecnica RTS/CTS è una tecnica di trasmissione che permette di mitigare, nell'ambito delle reti mobili wireless, il cosiddetto problema del terminale nascosto.

## Descrizione
RTS (request to send) corrisponde ad una prenotazione del canale da parte del protocollo CSMA/CA: il pacchetto RTS viene inviato dal terminale direttamente all'AP (access point) di destinazione che risponderà in broadcast con un messaggio di CTS (clear to send).
Questa procedura consente di migliorare le prestazioni e risolvere il fastidioso problema del terminale nascosto.
Tuttavia può talvolta creare congestione sulla rete ed è quindi consigliabile il suo utilizzo solo per grosse moli di dati.